# نيكولاس فون هوفمان
نيكولاس فون هوفمان (بالإنجليزية: Nicholas von Hoffman)‏ هو مؤلف وصحفي وكاتب أمريكي، ولد في 16 أكتوبر 1929 في نيويورك في الولايات المتحدة، وتوفي في 1 فبراير 2018 في Rockport, Maine ‏ في الولايات المتحدة.